# Phil Daniels
Philip William Daniels (Londen, 25 oktober 1958) is een Brits acteur die bij het grote publiek vooral bekend is door zijn rollen in films zoals Quadrophenia en Scum.
Hij volgde zijn toneelopleiding aan de Anna Scher Theatre School in Londen en maakte zijn filmdebuut in 1976 in Bugsy Malone.
Hij staat ook als acteur van de Royal Shakespeare Company in het theater. In de zomer van 2014 in de rol van Enobarbus, in Antony and Cleopatra in het Globe Theatre in Londen.

## Carrière
Phil volgde de opleiding improvisatie bij het Anna Scher Theatre in Londen.
In 1976 maakte hij op 17-jarige leeftijd zijn filmdebuut in Bugsy Malone. In datzelfde jaar had hij ook een grotere rol in drie televisieseries; The Molly Wopsies, Four Idle Hands en The Flockton flyer.
Hij is ook bekend van de stem in de hit Park Life van Blur.